# FC Sachsen Leipzig
El FC Sachsen Leipzig fue un equipo de fútbol alemán de la ciudad de Leipzig que jugó en la DDR Liga de la Alemania Oriental y la Bundesliga.

## Historia
Fue fundado en el año 1899 en la ciudad de Leipzig con el nombre Britannia Leipzig, y desde su nacimiento tuvo varios nombres, como:
- 1919 - Leipziger Sportverein 1899, luego de fusionarse con el FC Hertha 05 Leipzig
- 1938 - Tura 1899 Leipzig, luego de fusionarse con el SV Tura Leipzig
- 1943 - KSG Tura / SpVgg Leizig, luego de fusionarse con el SpVgg Leipzig
- 1949 - BSG Chemie Leipzig, luego de fusionarse con el ZSG Industrie Leipzig
- 1954 - Lokomotive Leipzig, que ocupó el lugar del BSG Chemie Leipzig
- 1963 - BSG Chemie Leipzig, para reemplazar al Lokomotive Leipzig por la reorganización del fútbol en Alemania Oriental
- 1990 - FC Grün-Weiß Leipzig
- Mayo 1990 - FC Sashsen Leipzig, luego de fusionarse con el BSG Chemie Böhlen

En 1933, el fútbol en Alemania tuvo una reorganización a causa del Tercer Reich y el equipo competía en la Gauliga Sachsen desde 1936, liga la cual se partió en la Segunda Guerra Mundial por la cantidad de equipos locales muy reducida
Luego de la Segunda Guerra Mundial, surgieron varios equipos de fútbol y deportes alrededor de los llamados Clubes de la Pre-Guerra, como Leutzsch, SG Lindenau-Hafen, SG Lindenau-Aue, SG Leipzig-Mitte, y SG Böhlitz-Ehrenberg que se unieron para hacer al ZSG Industrie Leipzig, el cual se fusionó con el equipo para hacer al BSG Chemie Leipzig en 1949.
En 1954, el BSG Chemie Leipzig se disolvió por la cesión de jugadores al Lokomotive Leipzig, y 9 años después, el fútbol en Alemania Oriental se reorganizó, Lokomotive Leipzig fue desarmado para traer de vuelta al BSG Chemie Leipzig, jugó 5 temporadas en la Regionalliga Nord, hasta que en mayo del 2009 declararon en el equipo un estado de insolvencia y como consecuencia de ello, el equipo desapareció en el año 2011.

## Palmarés

### Torneos Nacionales (7)
- DDR Oberliga (2): 1950-51, 1963-64
- Copa de fútbol de la RDA (1): 1966
- Copa de Sajonia (4): 1993, 1994, 1995, 2005

## Rivalidad
Su máximo rival era el VfB Leipzig, y en menor medida, Hallescher FC.

## Participación en competiciones de la UEFA
- Liga de Campeones de la UEFA: 1 aparición

1965 - Primera Ronda
- Recopa de Europa de Fútbol: 1 aparición

1967 - Octavos de final

### Resultados
| Temporada | Competición      | Ronda          | Club           | Cómputo global | Ida     | Vuelta  |
| --------- | ---------------- | -------------- | -------------- | -------------- | ------- | ------- |
| 1964/65   | Copa de Europa   | Clasificatoria | Vasas ETO Győr | 2-6            | 0-2 (C) | 2-4 (F) |
| 1966/67   | Recopa de Europa | 1R             | Legia Varsovia | 5-2            | 3-0 (C) | 2-2 (F) |
| 1966/67   | Recopa de Europa | 1/8            | Standard Lieja | 2-2 u          | 2-1 (C) | 0-1 (F) |

## Jugadores destacados
| - Bernd Bauchspieß - Rainer Baumann - Günter Busch - Bernd Dobermann | - Werner Eilitz - Dieter Fischer - Heinz Fröhlich - Rudolf Krause | - Horst Scherbaum - Lothar Vetterke - Manfred Walter - Arno Zerbe - Gianinetti Juan.C |